# Cardamine
Cardamine (berro amargo) es un género numeroso en la familia Brassicaceae.  Comprende 846 especies descritas y de estas, solo 233 aceptadas, de plantas    anuales y  perennes. 

## Distribución
El género crece por todo el mundo en hábitat diversos, excepto la Antártida.  

## Descripción
Planta anual, bienal o perenne, hierbas glabras o pilosas con pelos simples. Hojas pinnadas, rara vez simple o completa. Racimos de flores, por lo general   flexuosa en las frutas, ebracteadas. Flores pequeñas a grandes, de color blanco o violeta rosado, rara vez amarillento; pedicelos filiformes, alargándose en frutas, erecto o curvados. Sépalos iguales. El fruto es una silicua lineal, comprimida, bilocular, dehiscente; válvas lisa,  lanzando  las semillas a cierta distancia;  semillas uniseriados, muchas, oblongas o suborbiculares, aplanadas, de color marrón.

## Usos
Algunas plantas tenían reputación de tener cualidades medicinales (tratamiento de las dolencias del corazón o del estómago).

## Taxonomía
El género fue descrito por Carlos Linneo y publicado en Species Plantarum 2: 654. 1753.
Etimología
Cardamine: nombre genérico que deriva del griego kardamon  = "cardamomo" - una planta independiente en la familia del jengibre, usado como condimento picante en la cocina.

## Algunas especies
- Cardamine africana
- Cardamine albertii
- Cardamine altigena
- Cardamine amara - mastuerzo mayor, mastuerzo amargo[4]
- Cardamine amaraeformis
- Cardamine amplexicaulis
- Cardamine anemonoides
- Cardamine angulata
- Cardamine angustata
- Cardamine anhuiensis
- Cardamine apennina
- Cardamine appendiculata
- Cardamine arakiana
- Cardamine armoracioides
- Cardamine asarifolia
- Cardamine aschersoniana
- Cardamine axillaris
- Cardamine balnearia
- Cardamine bellidifolia
- Cardamine bilobata
- Cardamine bipinnata
- Cardamine blaisdellii
- Cardamine bodinieri
- Cardamine bonariensis
- Cardamine breweri
- Cardamine bulbifera
- Cardamine bulbosa
- Cardamine calcicola
- Cardamine caldeirarum
- Cardamine californica
- Cardamine calthifolia
- Cardamine carnosa
- Cardamine caroides
- Cardamine castellana
- Cardamine changbaiana
- Cardamine chelidonia
- Cardamine chenopodiifolia
- Cardamine cheotaiyienii
- Cardamine chilensis
- Cardamine ciliata
- Cardamine circaeoides
- Cardamine clematitis
- Cardamine concatenata
- Cardamine conferta
- Cardamine constancei
- Cardamine cordata
- Cardamine cordifolia
- Cardamine corymbosa
- Cardamine crassifolia
- Cardamine debilis
- Cardamine decumbens
- Cardamine delavayi
- Cardamine demissa
- Cardamine densiflora
- Cardamine dentata
- Cardamine depressa
- Cardamine digitata
- Cardamine diphylla
- Cardamine dissecta
- Cardamine douglassii
- Cardamine dubia
- Cardamine elegantula
- Cardamine flagellifera
- Cardamine flexuosa
- Cardamine fragariifolia
- Cardamine franchetiana
- Cardamine fulcrata
- Cardamine gallaecica
- Cardamine georgiana
- Cardamine geraniifolia
- Cardamine glacialis
- Cardamine glanduligera
- Cardamine glauca
- Cardamine gouldii
- Cardamine gracilis
- Cardamine graeca
- Cardamine granulifera
- Cardamine granulosa
- Cardamine griffithii
- Cardamine gunnii
- Cardamine heptaphylla
- Cardamine hirsuta
- Cardamine holmgrenii
- Cardamine hupingshanensis
- Cardamine hydrocotyloides
- Cardamine hygrophila
- Cardamine impatiens
- Cardamine incisa
- Cardamine innovans
- Cardamine jamesonii
- Cardamine jejuna
- Cardamine jonselliana
- Cardamine keysseri
- Cardamine kitaibelii
- Cardamine leucantha
- Cardamine lihengiana
- Cardamine lilacina
- Cardamine lojanensis
- Cardamine longifructus
- Cardamine longii
- Cardamine longipedicellata
- Cardamine loxostemonoides
- Cardamine luxurians
- Cardamine lyrata
- Cardamine macrocarpa
- Cardamine macrophylla
- Cardamine majovskii
- Cardamine maritima
- Cardamine maxima
- Cardamine mexicana
- Cardamine micranthera
- Cardamine microphylla
- Cardamine microzyga
- Cardamine monteluccii
- Cardamine multiflora
- Cardamine multijuga
- Cardamine nasturtioides
- Cardamine nepalensis
- Cardamine nipponica
- Cardamine nuttallii
- Cardamine nymanii
- Cardamine obliqua
- Cardamine occidentalis
- Cardamine oligosperma
- Cardamine ovata
- Cardamine pachystigma
- Cardamine papuana
- Cardamine parviflora
- Cardamine pattersonii
- Cardamine paucifolia
- Cardamine paucijuga
- Cardamine paxiana
- Cardamine pedata
- Cardamine penduliflora
- Cardamine pensylvanica
- Cardamine pentaphyllos
- Cardamine penzesii
- Cardamine picta
- Cardamine plumierii
- Cardamine pratensis - mastuerzo pratense[4]
- Cardamine prorepens
- Cardamine pseudowasabi
- Cardamine pulchella
- Cardamine purpurascens
- Cardamine purpurea
- Cardamine pygmaea
- Cardamine quinquefolia
- Cardamine ramosa
- Cardamine raphanifolia
- Cardamine regeliana
- Cardamine repens
- Cardamine rupicola
- Cardamine scaposa
- Cardamine schinziana
- Cardamine schulzii
- Cardamine scutata
- Cardamine seravschanica
- Cardamine simplex
- Cardamine sphenophylla
- Cardamine stenoloba
- Cardamine subcarnosa
- Cardamine subumbellata
- Cardamine tanakae
- Cardamine tangutorum
- Cardamine tenera
- Cardamine tenuifolia
- Cardamine tenuirostris
- Cardamine thyrosidea
- Cardamine tianqingiae
- Cardamine torrentis
- Cardamine trichocarpa
- Cardamine trifida
- Cardamine trifolia
- Cardamine trifoliolata
- Cardamine tryssa
- Cardamine tuberosa
- Cardamine udicola
- Cardamine uliginosa
- Cardamine umbellata
- Cardamine waldsteinii
- Cardamine variabilis
- Cardamine victoris
- Cardamine violacea
- Cardamine volkmannii
- Cardamine vulgaris
- Cardamine yezoensis
- Cardamine yunnanensis

Híbridos
- Cardamine × anomala - Anomalous Bittercress
- Cardamine × incisa - Incised Bittercress